# غاري جونسون (لاعب كرة قدم أمريكية)
غاري جونسون (بالإنجليزية: Gary "Big Hands" Johnson)‏ (و. 1952 – 2010 م) هو لاعب كرة قدم أمريكية أمريكي، ولد في شريفبورت، مركز لعبه هو معرقل دفاعي، توفي في شريفبورت، عن عمر يناهز 58 عاماً، بسبب سكتة.

## التعليم
تعلم في جامعة غرمبلينغ الحكومية
.

## وصلات خارجية
- غاري جونسون على موقع IMDb (الإنجليزية)
- غاري جونسون على موقع مرجع كرة القدم المحترفة.كوم (الإنجليزية)

- غاري جونسون في قاعدة بيانات الأفلام على الإنترنت